# Han Jiawei
Han Jiawei (chinesisch 韩家炜, Pinyin Hán Jiāwěi; * 11. August 1949 in Shanghai) ist ein chinesischer Informatiker.
Han studierte an der University of Wisconsin Informatik mit der Promotion 1985. Er war Professor an der Simon Fraser University und ist Professor an der University of Illinois at Urbana-Champaign, an der er Abel Bliss Professor ist.
Er ist bekannt für Forschung zu großen Datenbanksystemen und speziell Data Mining (in Multimedia Daten, Biologischen Daten, Streaming Media, Daten in sozialen Netzwerken, im Internet und RFID Daten).
2009 erhielt er den W. Wallace McDowell Award. Er ist Fellow der IEEE (1996) und der Association for Computing Machinery. 2020 lag er nach guide2research bei den meistzitierten Informatikern auf Platz drei. 2022 wurde Han in die Royal Society of Canada gewählt.

## Schriften
- Data Mining. Concepts and Techniques (The Morgan Kaufmann Series in data management systems). 2. Auflage. Elsevier, Morgan Kaufmann, Amsterdam 2006, ISBN 978-1-55860-901-3.